# 吉唐
吉 唐（朝鮮語: 길당）は、中国中国宋の学者であり、朝鮮氏族の海平吉氏の始祖である。
中国宋から高麗に帰化した八学士の1人である。文宗時代に、銀青光禄大夫、参知政堂文学に昇り詰め、海平伯に封ぜられた。